# محوطه کوه تپوک
محوطه کوه تپوک مربوط به سده‌های اولیه دوران‌های تاریخی پس از اسلام است و در شهرستان گلشن، بخش مرکزی، دهستان جالق، حاشیه جنوب غربی روستای تپوک واقع شده و این اثر در تاریخ ۱۲ دی ۱۳۸۶ با شمارهٔ ثبت ۲۰۳۷۶ به‌عنوان یکی از آثار ملی ایران به ثبت رسیده است.